# سایلنت هیل: بازگشت به خانه
سایلنت هیل: بازگشت به خانه (به انگلیسی: Silent Hill: Homecoming) یک بازی ویدئویی در سبک ترس و بقا است که توسط دابل هلیکس گیمز توسعه یافته و شرکت کونامی نیز آن را منتشر کرد. این بازی برای نخستین بار در نمایشگاه ای۳ ۲۰۰۷ توسط کونامی و با نام «سایلنت هیل ۵» معرفی شد. سایلنت هیل: بازگشت به خانه، ششمین نسخه از سری بازی‌های سایلنت هیل است.
بازی برای نخستین بار در ۳۰ سپتامبر ۲۰۰۸ در منطقه آمریکای شمالی و برای کنسول‌های پلی‌استیشن ۳، ایکس‌باکس ۳۶۰ عرضه شد؛ نسخه مایکروسافت ویندوز این بازی نیز دو ماه بعد و در ۶ نوامبر ۲۰۰۸ در همان منطقه منتشر شد. بازی پس از مدتی در سایر مناطق نیز منتشر شد.
این بازی به کارگردانی کوردی ریرسون و تهیه‌کنندگی ویلیام اورتل توسط شرکت دابل‌هلیکس ساخته شده است. کار موسیقی و صداگذاری این بازی برعهده آکیرا یامائوکا است. بازی تنها به صورت تک‌نفره بوده و فاقد بخش چندنفره است.
داستان این نسخه از سری بازی‌های سایلنت هیل، پیرامون شخصیت آلکس شپرد است. آلکس یک سرباز ارتش ایالات متحده است که از جنگ بازگشته و پس از رسیدن به زادگاه خود، شهر شپرد گلن با رویدادهای پیش‌بینی نشده‌ای مواجه می‌شود که مرتبط با شهر سایلنت هیل است. ناپدید شدن شهروندان شهر از جمله برادر و پدر آلکس و بهت‌زدگی عجیب مادر او، از جملهٔ این رویدادها هستند که بازیباز باید در نقش آلکس، پرده از راز این وقایع بردارد.
وبگاه گیم‌اسپات از این بازی به عنوان یک بازی تاریک و وحشتناک با ویژگی‌های وحشت‌آفرینی درهم‌تنیده یاد نمود. این وبگاه از بخش‌هایی مانند صداگذاری، غول‌آخرها طراحی‌های نورپردازی و سایه‌پردازی بازی استقبال نموده و به دلیل از دست دادن ویژگی‌های وحشت‌آفرینی روانشناختی که در بازی‌های پیشین این سری وجود داشت انتقاد کرد. گیم‌اسپات درمجموع محیط‌ها و جلوه‌های بصری عالی این بازی را برای ترسناک کردن این بازی که از داستانی گیج‌کننده، فاقد جزئیات و بسیار سریع رنج می‌برد، کافی ندانست. آی‌جی‌ان نیز در نقد و بررسی خود پیرامون بازی، سایلنت هیل: بازگشت به خانه را یک بازی ترسناک اما متوسط در میان نسخه‌های پیشین این سری دانسته است و به دلیل کم شدن ویژگی‌های روانشناختی این سری در بازی، آن را مایوس‌کننده خوانده است؛ اما انجام این بازی را به طرفداران سری توصیه کرده است. این وبگاه صداگذاری و موسیقی متن این بازی را عالی عنوان نموده و از نورپردازی و سایه‌پردازی‌های بازی نیز استقبال کرده است.

## طرح
در آغاز بازی قبل از اینکه الکس در کامیونی که راننده آن تراویس گرادی که شخصیتی از بازی‌های قبلی است از خواب بیدار شود، بازیکن الکس را در کابوسی دربارهٔ برادر کوچکترش جاش، کنترل می‌کند. تراویس الکس را به شهر زادگاهش می‌رساند. الکس در خانه مادرش را در حالت بهت زدگی می‌یابد که دربارهٔ پدرش که برای یافتن جاش خانه را ترک کرده نجوا می‌کند. الکس قول می‌دهد جاش را پیدا کند و خانه را ترک می‌کند.
او می‌فهمد که تعداد بیشتری از مردم شهر گم شده‌اند و پدرش جزو افرادی است که برای حل کردن مشکلات شهر رفته‌اند اما وقتی برای پرسیدن سوالاتی از مادرش به خانه می‌رود مادرش توسط Order ربوده می‌شود.

## نقدها
| گردآورنده  | امتیاز                         |
| ---------- | ------------------------------ |
| گیم‌رنکینگز | 75% (Xbox ۳۶۰) 74% (PS3)"      |
| متاکریتیک  | 72/100 (Xbox 360) 72/100 (PS3) |

| ناشر                   | امتیاز |
| ---------------------- | ------ |
| وان‌آپ.کام              | B      |
| گیم اینفورمر           | ۶٫۵/۱۰ |
| گیم‌پرو                 | ۳/۵    |
| گیم رولیشن             | B      |
| گیم‌اسپای               | ۳٫۵/۵  |
| آی‌جی‌ان                 | ۶٫۷/۱۰ |
| اواکس‌ام (ایالات متحده) | ۶٫۵/۱۰ |
| تیم اکس‌باکس            | ۸٫۴/۱۰ |
| ایکس پلی               | ۴/۵    |